# Jelena Jensen
Jelena Jensen (* 7. října 1981 Los Angeles, Kalifornie) je americká modelka a pornoherečka. Nyní žije v Los Angeles v Kalifornii.

## Počátky kariéry
Jelena Jensen studovala na Chapman University v Orange County v Kalifornii obory umění a filmová a televizní produkce. Studia ukončila v květnu 2003 bakalářským titulem s vyznamenáním.
Od počátku studia pracovala u firmy Jaded Video jako manažerka výroby a marketingu. V pozici mluvčí firmy a zároveň modelky se na stáncích firmy účastnila různých pornografických veletrhů (adult conventions) jako jsou AVN Expo v Las Vegas nebo Erotica LA v Los Angeles. Protože neměla zájem natáčet tvrdé scény, nabídla jí firma možnost nafotografovat sólo set. První snímky pořídil v roce 2003 pro srpnové číslo časopisu Club fotograf Scott St. James.

## Úspěchy
Po ukončení studia pózovala Jelena pro známé pánské magazíny jako Playboy, Hustler, Penthouse, Busty Beauties a mnoho dalších. Ve speciálních edicích Playboye z roku 2005 a 2006 se umístila v žebříčku Top 20 modelek. Fotí také pro různé internetové stránky (BabesTV.com, Twistys.com). V současné době se Jelena objevuje jako host v erotickém televizním programu Totally Busted a opakovaně se také v seriálu Jack’s Playground v produkci Digital Playgrounds. Na kontě má i mnoho filmových snímků. Je oficiální tváří módní značky a nepravidelně působí jako modelka i pro Sportsheets, Pipedreams a spodní prádlo Pabo.